# Loftusiidae
Loftusiidae es una familia de foraminíferos bentónicos de la superfamilia Loftusioidea, del suborden Loftusiina y del orden Loftusiida. Su rango cronoestratigráfico abarca desde el Barremiense (Cretácico inferior) hasta el Maastrichtiense (Cretácico superior).

## Discusión
Clasificaciones previas incluían Loftusiidae en el suborden Textulariina, en el orden Textulariida o en el orden Lituolida.

## Clasificación
Loftusiidae incluye a los siguientes géneros:
- Loftusia †
- Praereticulinella †
- Reticulinella †

Otro género considerado en Loftusiidae es:
- Reticulina †, aceptado como Reticulinella